# Grani (Mythologie)

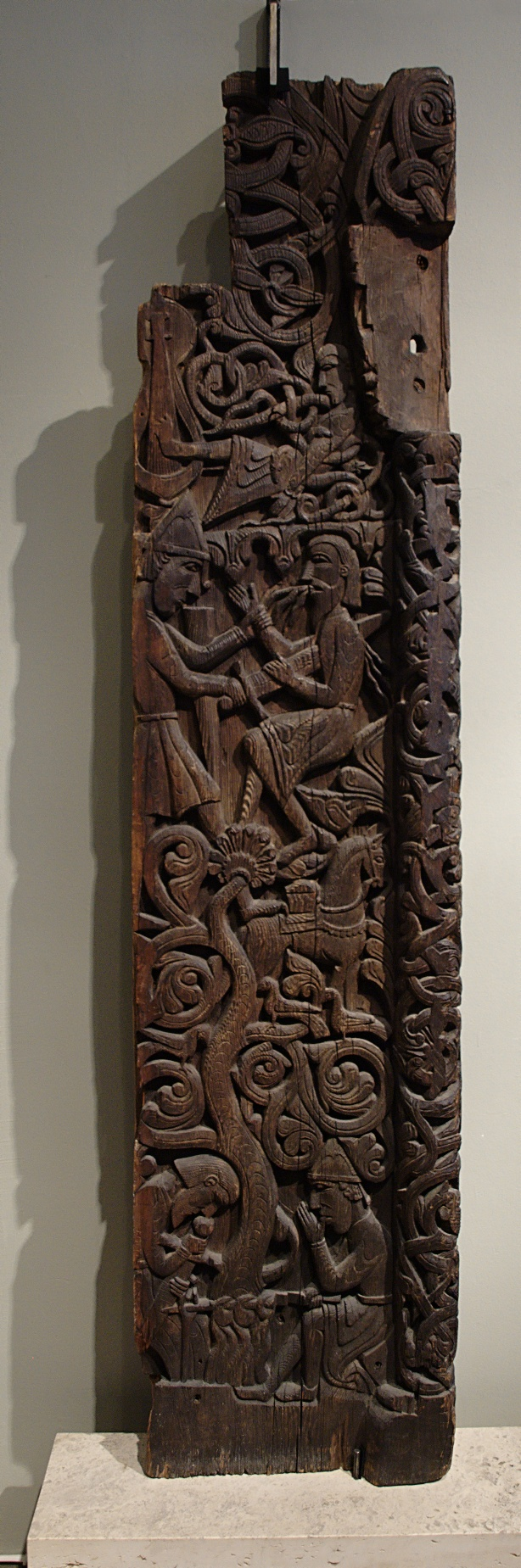
Hylestad I

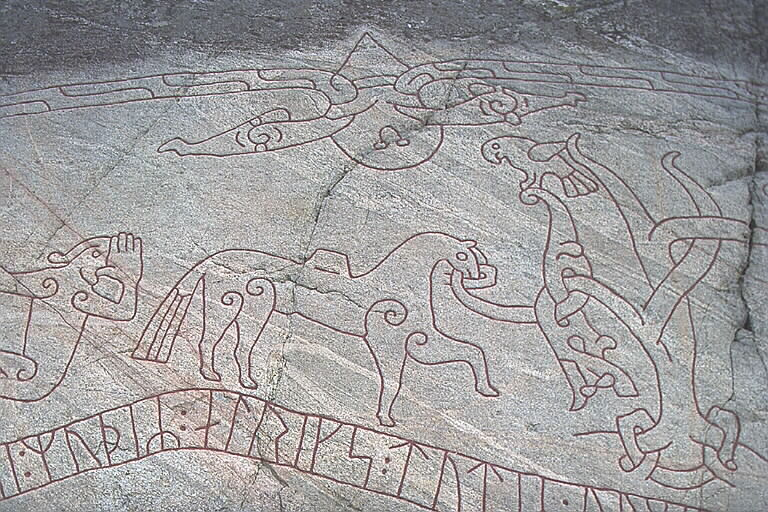
Die Ramsundritzung zeigt die Legende von Sigurd mit Grani in der Mitte

Grani ist ein Pferd in der Nordischen Mythologie. Der Vater von Grani ist, laut Lieder-Edda und Völsunga saga, Sleipnir, das achtbeinige Ross Odins. In mehreren mittelalterlichen Sagas begleitet der Schimmel Grani Siegfried den Drachentöter (Sigurd) auf seinen Abenteuern.
Verkleidet als alter Mann rät Odin Sigurd, er solle Grani, den Sohn Sleipnirs, als Pferd wählen. Grani besitzt wunderbare Eigenschaften wie Stärke und Klugheit. Grani überwindet die Waberlohe, den Flammenkreis um Brünehild, er lässt sich nur von Sigurd reiten und trauert mit Guðrún um den Tod ihres Ehemannes Sigurd (Guðrúnarkviða II).
In der Ramsundritzung ist Grani dargestellt, wie er den Schatz des Drachen Fafnir trägt. Auch auf der Kirchentür der Stabkirche von Hylestad ist Grani dargestellt, wie er den Schatz trägt.

## Rezeption
In Richard Wagners Ring des Nibelungen, ist Grane Brünhilds Pferd. In  Tolkiens Erzählgedicht Die Legende von Sigurd und Gudrún erscheint Grani als Sigurds Pferd.
In modernen englischsprachigen Nacherzählungen der Sigurd-Legende wird Grani auch «Greyfell» genannt.
Die Färöer-Inseln gaben um 2001 eine Briefmarkenserie zur Nordischen Mythologie heraus, von denen einige bekannte Szenen mit Grani zeigen, beispielsweise, wie Grani die Waberlohe überwindet und wie er zusammen mit Gudrun den Tod seines Herrn beweint.

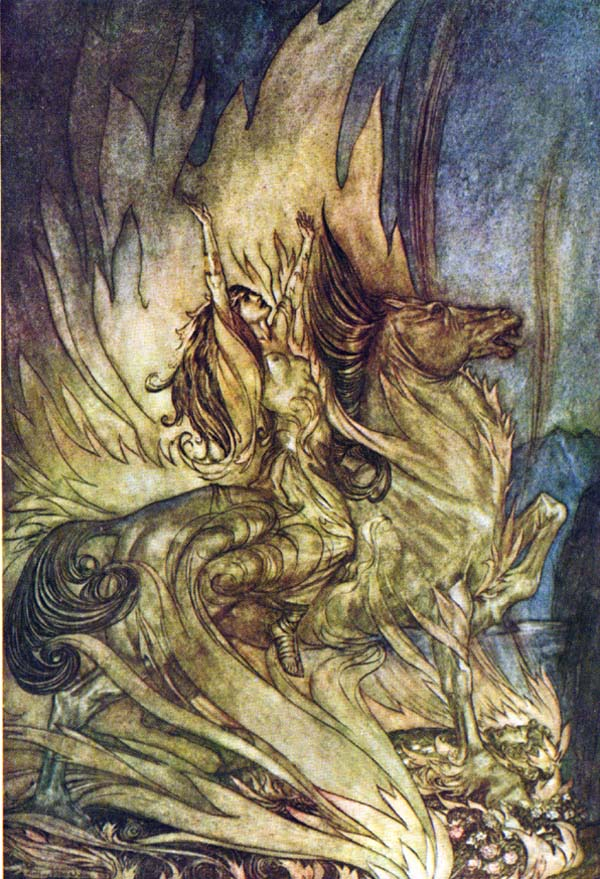
Grane und Brünhild opfern sich am Ende der Götterdämmerung, Illustration von Arthur Rackham
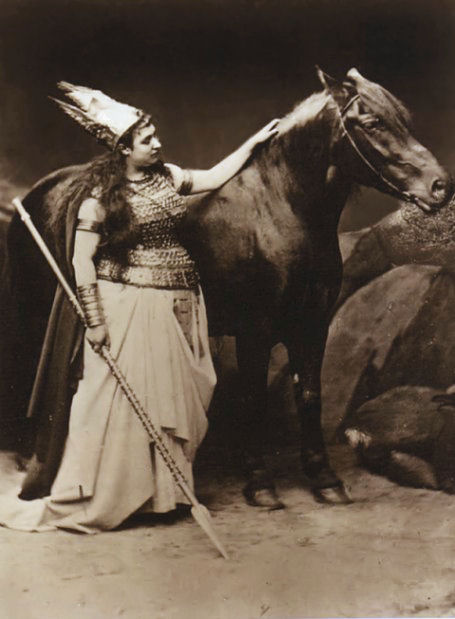
Cocotte war ein Geschenk von Ludwig II. von Bayern. Das Pferd spielte die Rolle der Grane bei der ersten Aufführung des Ring in Bayreuth
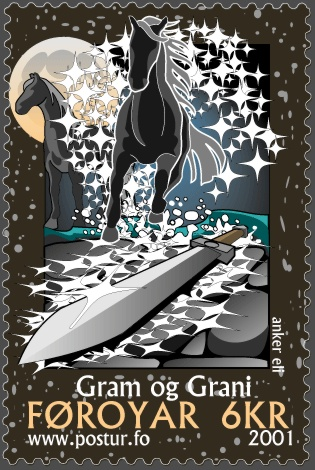
Grani und das Schwert Gram
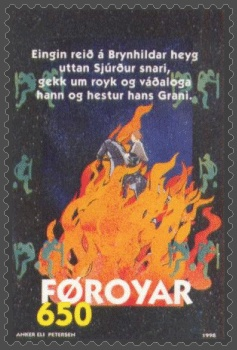
Grani überwindet mit Siegfried auf dem Rücken die Waberlohe, die Brünhild umgibt
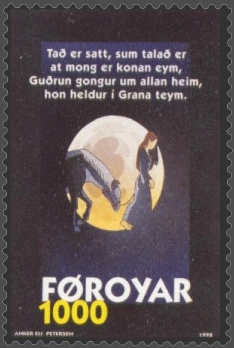
Grani betrauert zusammen mit Gudrun den Tod seines Herrn